# Perlorodka říční
Perlorodka říční (Margaritifera margaritifera) je sladkovodní druh mlže z čeledi perlorodkovití, v minulosti významný zdroj říčních perel. Během 20. století začala ve většině svého areálu silně ubývat.

## Popis
Mlž má silnostěnné lastury, které jsou na okrajích konkávní. Zámek lastury nemá zoubky a délka lastury může dosáhnout 13 cm. Lastury k sobě zcela nepřiléhají a vyčnívá z nich okraj pláště, přijímací a vyvrhovací otvor od sebe nejsou zřetelně odděleny. Mladí jedinci jsou žlutohnědí, v dospělosti mají černou barvu, přírůstové vruby jsou husté a málo zřetelné, perlorodky rostou velmi pomalu.

## Biotop a způsob života

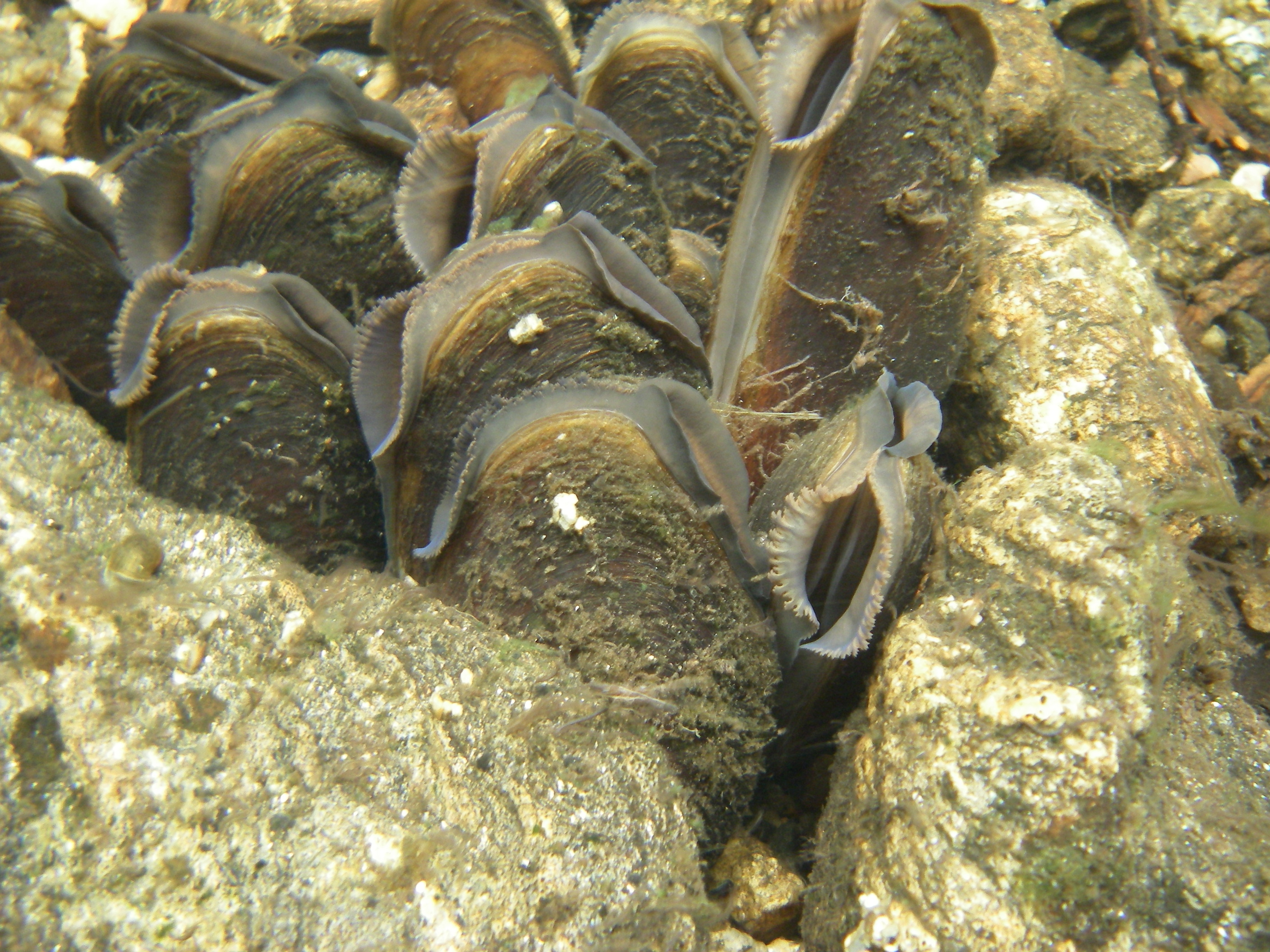
Skupina perlorodek říčních

Perlorodka říční obývá chladné potoky s nízkým obsahem živin, nejčastěji s písčitým dnem, do něhož se zahrabává. Živí se filtrací drobných organických částic rostlinného i živočišného původu. Zajímavé je její rozmnožování, jedinci perlorodek mohou mít vyvinuty samčí i samičí nebo pouze samičí pohlavní orgány. Vajíčka, vypuštěná mateřskou perlorodkou, jsou ve vodě oplodněna spermiemi jiných jedinců. Líhnou se z nich mikroskopické larvy glochidie, které žijí 1–2 měsíce paraziticky na žábrách a kůži ryb, zejména pstruhů. Poté hostitele opouštějí a klesnou na dno, kde se mění v maličké perlorodky. Rostou velmi pomalu a mohou se dožít až 150 let.

## Rozšíření a stupeň ohrožení
Perlorodka říční se vyskytuje na rozsáhlém území Evropy, severní Asie a severovýchodní části Severní Ameriky, ve třech poddruzích:
- Margaritifera margaritifera margaritifera (Linnaeus, 1758)
- Margaritifera margaritifera parvula (Haas, 1908)
- Margaritifera margaritifera durrovensis Phillips, 1928 – kriticky ohrožený poddruh v Irsku[3]. Synonymum: Margaritifera durrovensis.

Podle červeného seznamu IUCN se jedná o druh celosvětové ohrožený (EN).
V Irsku, Kanadě, Spojených státech (kde žije jen v Nové Anglii), Německu a Rakousku je kriticky ohroženým druhem (CR).
V Lotyšsku, Nizozemsku, a Polsku již byla vyhubena.
Ve Velké Británii, Finsku a Švédsku je vedena jako vzácný druh.
V Asii se vyskytuje na území Ruska (na Sibiři), kde je vedena jako ohrožený druh.

## Perlorodky v České republice
Perlorodka říční žila již ve středověku poměrně hojně v čistých potocích vysočin a hor na území Čech, Moravy a Slezska. Vybírání perel bylo v rukou vrchnosti a poddaným byl lov perlorodek přísně zakázán. Perlový pych se trestal pranýřem, oslí jízdou i peněžitými tresty, nařízení Švihovských z Rýzmberka v 15. století hrozí samozvaným lovcům perel dokonce šibenicí. Perlorodky se prohlížely opatrným pootevřením lastur, tak, aby nebyly usmrceny. Pytláci a žoldnéři však na perlorodky nebrali žádné ohledy, rozřezávali je noži nebo trhali napůl, podle Bohuslava Balbína byly takto na mnoha místech perlorodky za třicetileté války žoldnéři zcela vyhubeny. V 18. století se sběr perel přestal vyplácet, během 19. a 20. století byly perlorodky ohroženy hlavně znečištěním a regulací vodních toků.
Stupeň ohrožení v České republice je v současné době kriticky ohrožený (CR).
(Vyhláška 395/1992 Sb. ve znění vyhl. 175/2006 Sb. perlorodku uvádí jako kriticky ohrožený druh.)
V České republice se perlorodka vyskytuje na dvanácti lokalitách, z toho je nejsilnější populace v NPP Prameniště Blanice. Ostatní méně silné populace jsou: NPP Zlatý potok, PR Bystřina, NPP Lužní potok, NPP Jankovský potok, PR Kladinský potok, PP Horní Malše, Teplá Vltava, PR Na soutoku, NPP Blanice, Rokytnice, Pekelský potok.
Jaroslav Hruška v ČR vede od roku 1980 záchranný program perlorodky říční. Vymyslel unikátní způsob reintrodukce perlorodek. Tento způsob spočívá v tom, že se odchytí invadovaní pstruzi a dají se do kádí, dokud z nich nevypadnou juvenilní jedinci perlorodek. Ti se pak vypustí do upraveného úseku potoka.